# Taphropiestes chathamensis
Taphropiestes chathamensis – gatunek chrząszcza z nadrodziny zgniotków i rodziny Cavognathidae. Zamieszkuje Nową Zelandię.

## Taksonomia
Gatunek ten opisany został po raz pierwszy w 1980 roku przez Johna Charlesa Watta na łamach „Journal of the Royal Society of New Zealand” pod nazwą Zeonidicola chathamensis. Jako miejsce typowe wskazano Rangatirę (South East Island) w archipelagu Wysp Chatham wchodzącym w skład Nowej Zelandii. Epitet gatunkowy pochodzi od nazwy archipelagu. Rodzaj Zeonidicola zsynonimizowany został z Taphropiestes w 2010 roku przez Adama Ślipińskiego i Wiolettę Tomaszewską w ramach rewizji rodziny Cavognathidae, stąd obecna kombinacja.

## Morfologia
Chrząszcz o wydłużonym ciele długości od 2,6 do 3,2 mm, z wierzchu wysklepionym oraz skąpo porośniętym przylegającymi, złotymi szczecinkami, dłuższymi i gęstszymi po bokach pokryw. Ubarwienie ma ciemnobrunatne do czarnego z jasnobrązowymi do ciemnobrązowych czułkami i odnóżami. Oskórek wierzchu ciała jest matowy, wskutek obecności silnej, siateczkowatej mikrorzeźby.
Głowa jest poprzeczna, słabo w tyle zwężona, pozbawiona dołków czy U-kształtnej bruzdy w części czołowej, o daleko ku przodowi wystających i zaostrzonych policzkach. Czułki są niemal tak długie jak głowa i przedplecze razem wzięte, zbudowane z 11 członów, z których szósty i siódmy są tak szerokie jak długie lub szersze niż dłuższe, a te od dziewiątego do ostatniego formują buławkę.
Długość przedplecza wynosi od 0,8 do 0,9 jego szerokości. Przedplecze jest najszersze na wysokości delikatnych zagięć kątowych boków i stamtąd ku tyłowi silniej niż ku przodowi zwężone. Jego przednie i tylne kąty są rozwarte, a tylna krawędź węższa od podstawy pokryw. Listewki boczne przedplecza są dobrze widoczne na większej części długości, tylko na przedzie zatarte. Powierzchnia przedplecza ma nieco mniejsze niż na ciemieniu punktowanie zanikające zwykle w części środkowej dysku. Tarczka jest mocno poprzeczna i gęsto punktowana. Pokrywy są od 2,4 do 2,6 razy dłuższe od przedplecze, od 1,7 do 1,8 razy dłuższe niż łącznie szerokie, o silnie wystających ku przodowi kątach barkowych, gęsto pokryte punktami tak dużymi, jak te na przedpleczu. Jako u jedynego przedstawiciela rodziny skrzydeł tylnych brak zupełnie. Wyrostek międzybiodrowy przedpiersia jest dwukrotnie dłuższy od przedniego biodra i prawie dwukrotnie szerszy niż panewka tegoż. U samców trzy pierwsze człony przednich i środkowych stóp są silnie rozszerzone.

## Ekologia i występowanie
Gatunek ten jest endemitem Wysp Chatham, należących do Nowej Zelandii. Jest nidikolem występującym w gniazdach ptaków: burzyka szarego, petrelka szerokodziobego, petrela czarnopręgiego i bekasa wyspowego.